# Riefensberg
Riefensberg est une commune autrichienne du district de Bregenz dans le Vorarlberg. Elle compte 1 086 habitants (1er janvier 2018).

## Culture

### Édifice
L’église paroissiale catholique est légèrement en hauteur au cœur de la ville. Elle est consacrée à Saint Leonhard et est classée monument historique. En 1249 est mentionnée une chapelle à Riefensberg. Une rénovation eut lieu au 17e siècle. La nef fut agrandie de 1818 à 1821, puis consacrée à nouveau en 1826. L’église fut rénovée entre 1969 et 1971.

### Folklore
La « Juppe », c’est ainsi que l’on appelle le costume traditionnel féminin de la forêt de Bregenz. Il accompagne la femme durant toute sa vie. Les différentes parties de la tenue sont confectionnées encore jusqu’à aujourd’hui à la main. L’atelier de Juppe de Riefensberg présente la production et l’histoire de la tenue. Pour aller à l’église les dimanches et jours fériés et lors des fêtes, les habitantes des forêts portent fièrement leur costume fait sur mesure ou transmis de génération en génération.
Une grande variété d’accessoires font varier la tenue de simple à élégante : ceinture, ruban, manches colorées, coiffes diverses.
La coiffure authentique comporte deux nattes avec des rubans de velours insérés.